# Emmanuel Le Divellec

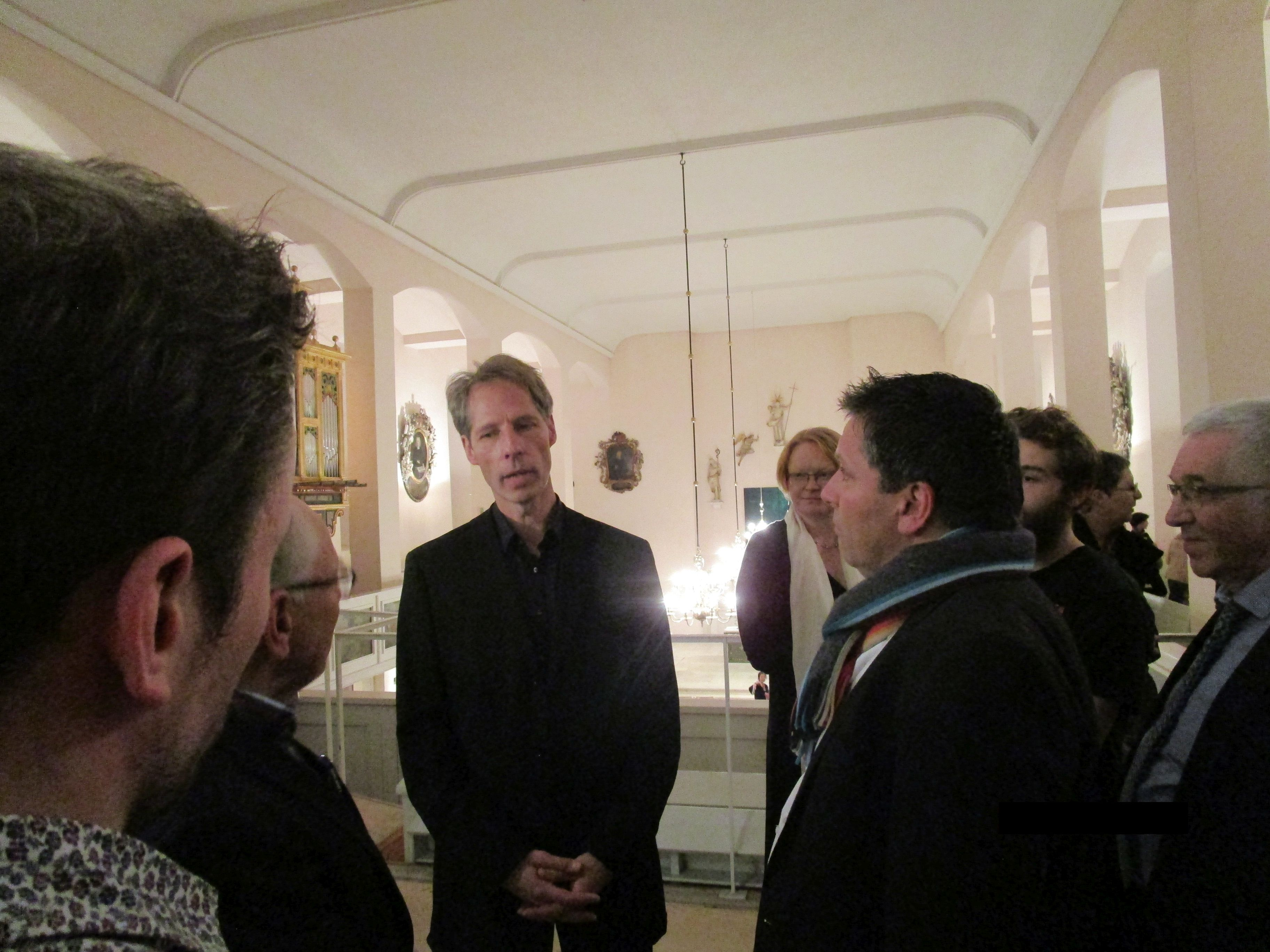
Emmanuel Le Divellec nach dem ersten Konzert auf der Thomas-Orgel in der Neustädter Hof- und Stadtkirche Hannover am 26. Oktober 2019

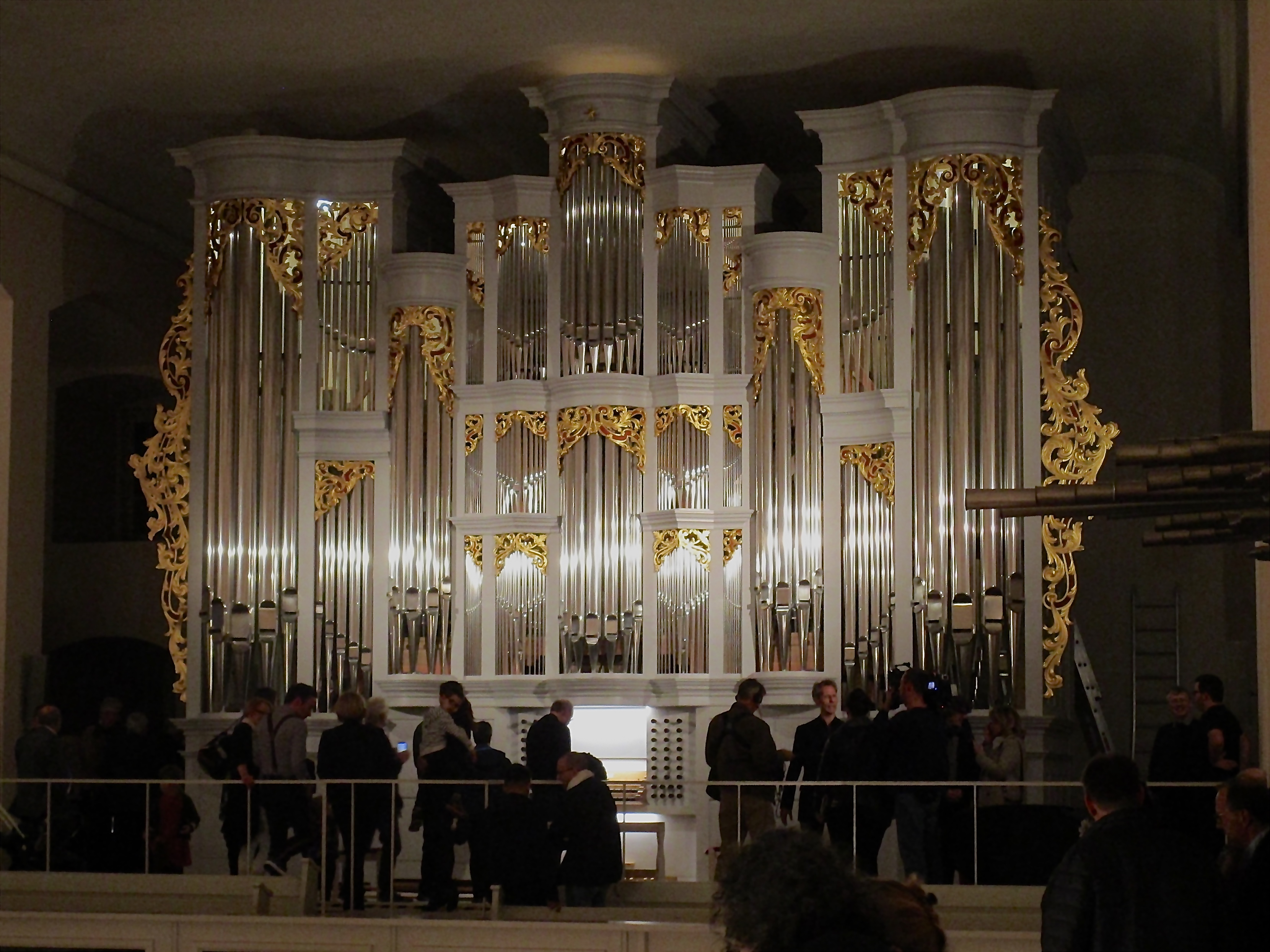
Emmanuel Le Divellec spielt erstmals die neue Thomas-Orgel

Emmanuel Le Divellec (* 10. September 1966 in Paris) ist ein französischer Organist und Professor an der Hochschule für Musik, Theater und Medien Hannover. 
Le Divellec studierte von 1985 bis 1990 Physik und Astronomie an der Universität Paris-Süd. Daneben nahm er Orgelunterricht bei Anne-Marie Barat. 1986 gewann er den ersten Preis beim nationalen Orgelwettbewerb Concours National Marcel Dupré in Chartres. Von 1988 bis 1989 nahm er Klavierunterricht an der École nationale de Musique d'Orsay. Danach studierte er von 1991 bis 1993 am Conservatoire Supérieur de Paris (u. a. Orgel bei Marie-Louise Jaquet-Langlais) und von 1991 bis 1995 am Conservatoire National de Région Boulogne-Billancourt (u. a. bei André Isoir und Naji Hakim).
Von 1992 bis 1995 war er Organist an der Pfarrkirche Saint-Jacques-du-Haut-Pas in Paris. Von 1994 bis 1998 studierte er an der Musik-Akademie der Stadt Basel Orgel bei Guy Bovet, danach bis 2000 an der Schola Cantorum Basiliensis Improvisation bei Rudolf Lutz und Cembalo bei Andrea Marcon. Von 1994 bis 2000 war er Organist an der katholischen Kirche Würenlos und an der reformierten Kirche Trimbach. Daneben gab er Konzerte in Europa, Mexiko, Japan und den USA und nahm an verschiedenen Orgelwettbewerben teil. 1994 gewann er den zweiten Preis im Concours international d’orgue de Carouge, 1997 den ersten Preis im Schweizer Orgelwettbewerb.
Von 2000 bis 2008 war Le Divellec Organist an der Französischen Kirche in Bern. Eine im Jahr 2009 erschienene CD mit Werken von Johann Sebastian Bach, Alexandre-Pierre-François Boëly und Nicolas de Grigny spielte er an dieser Orgel ein. Seit 2000 war er Dozent an der Hochschule der Künste in Bern und der Schola Cantorum Basiliensis in Basel.
Von 2005 bis 2006 unterrichtete er als DAAD-Gastprofessor an der Hochschule für Musik Rheinland-Pfalz in Mainz.
Seit 2011 ist Le Divellec Professor für Orgel und Abteilungsleiter der Orgel- und Kirchenmusikabteilung an der Hochschule für Musik, Theater und Medien Hannover.